# Desastres em 2009
Esta página lista os fatos e referências dos desastres que aconteceram durante o ano de 2009.

## Janeiro
- 8 de janeiro
  - Terremoto na Costa Rica mata 34 pessoas e deixa 64 feridos.[1]
- 10 de janeiro
  - Chuvas torrenciais associadas à depressão tropical 04F deixam 11 mortos e mais de 6.000 desabrigados na Divisão do Oeste, Fiji.[2]
- 15 de janeiro
  - Voo US Airways 1549 com 155 passageiros a bordo faz pouso forçado no Rio Hudson, em Nova Iorque, ninguém ficou ferido.[3]
  - Ônibus do Brasil de Pelotas que voltava de um jogo treino caiu em um barranco no km 150 da BR-392 por volta das 23h40 que provocou a morte do zagueiro Régis Gouveia, do atacante Cláudio Milar e do preparador de goleiros Guimarães.[4]
- 18 de janeiro
  - Desabamento do teto do templo da Igreja Renascer no bairro do Cambuci deixa mais de 100 feridos, e 9 mortos.[5]
- 19 de janeiro
  - Helicóptero das Forças Armadas da França cai ao largo da costa do Gabão, matando 8 dos 10 ocupantes.[6]
- 23 de janeiro
  - Duas crianças e um adulto morrem num ataque a facadas numa creche em Dendermonde, Bélgica.[7]

## Fevereiro
- 7 de fevereiro
  - Avião bandeirante com 28 pessoas a bordo caiu em um rio, em Manacapuru, no Amazonas. 4 pessoas sobreviveram, entre eles 2 crianças, os outros 24 passageiros do avião morreram.[8]
- 13 de fevereiro
  - Um Dash 8 da Continental Airlines, caiu sob uma casa em Buffalo, no estado de Nova Iorque, nos Estados Unidos, 49 pessoas morreram na queda da aeronave.[9]
- 25 de fevereiro
  - Boeing 737 da Turkish Airlines, com 134 pessoas a bordo, que vinha de Istambul, cai antes de pousar próximo ao aeroporto de Amsterdã, na Holanda. 9 pessoas morreram, outras 80 ficaram feridas.[10]

## Março
- 4 de março
  - Um acidente envolvendo um micro-ônibus, um caminhão e uma carreta deixa 8 mortos e 7 feridos, no município de Venâncio Aires, no Rio Grande do Sul.[11]
- 11 de março
  - Ex-aluno invade escola e mata 16 pessoas na cidade alemã de Winnenden, o atirador morreu no hospital.[12]
- 12 de março
  - Após uma discussão com a esposa, homem sequestra a filha de 5 anos dentro de um monomotor e joga a aeronave sobre um shopping center, em Goiânia. O avião caiu sobre o estacionamento e deixou os 2 passageiros mortos.[13]
- 27 de março
  - Um incêndio de grandes proporções em uma fábrica de produtos químicos feriu 17 pessoas em uma área residencial, em Diadema, na Grande São Paulo.[14]
  - Um dique de contenção de uma represa rompe, a água invade as ruas e mata 93 pessoas na periferia de Jacarta, na Indonésia.[15]
- 28 de março
  - Um monomotor cai na área de periferia na cidade de Londrina, Paraná.[16]
- 29 de março
  - Em jogo válido pelas Eliminatórias da África, um muro desaba na partida entre Costa do Marfim e Malawi, deixando 22 mortes e 132 feridos.[17]
- 30 de março
  - Caminhão perde freio, bate contra um muro de uma escola e mata 1 criança, deixando 6 feridos na Zona Sul de São Paulo.[18]

## Abril
- 3 de abril
  - Atirador invade centro de imigrantes em Binghamton, estado de NY, mata 14 pessoas e comete suicídio, em tiroteio com policiais.[19]
- 6 de abril
  - Terremoto de 6,7 graus na escala Richter, atingiu a região central da Itália, mais de 293 pessoas morreram.[20]
- 20 de abril
  - Sete turistas argentinos morrem em um acidente de ônibus na BR-282, altura de Rancho Queimado, em Santa Catarina.[21]

## Maio
- 20 de maio
  - Avião militar cai na Indonésia, matando 96 pessoas.[22]
- 22 de maio
  - Monomotor cai próximo ao um resort de luxo, em Trancoso, litoral da Bahia, matando todos os 14 ocupantes.[23]
- 23 de maio
  - Um tumulto na arena do rodeio de Jaguariúna, interior de SP mata 4 pessoas pisoteadas, e 11 feridas. O evento foi cancelado.[24]
- 25 de maio
  - Bandidos fazem 5 reféns em ônibus no Santo Amaro, Zona Sul de São Paulo. Ninguém ficou ferido.[25]
- 26 de maio
  - Uma turbulência em um avião da TAM deixa 21 passageiros feridos, próximo a Pirassununga, que seguia em direção ao Aeroporto de Cumbica, em Guarulhos.[26]
- 28 de maio
  - Rompimento de barragem de represa em Cocal, no Piauí, mata 7 pessoas e inunda cidades, já atingidas pelas fortes chuvas.[27]
  - Terremoto em Honduras mata cinco e fere dezenas.[28]

## Junho
- 1 de junho
  - Voo Air France 447 com 228 pessoas a bordo cai no Oceano Atlântico num voo do Rio de Janeiro para Paris.[29]
- 22 de junho
  - Dois trens se chocam em Washington, nos EUA, causando a morte de 7 pessoas e ferindo 80.[30]
- 23 de junho
  - Obra de escola desaba, mata um operário e deixa mais 2 feridos em São Paulo.[31]
- 29 de junho
  - Voo Yemenia 626 com 153 pessoas a bordo cai em Comores, a única sobrevivente é uma garota de 14 anos.[32]
  - Morte do Rei do Pop Michael Jackson em 25 de junho de 2009, Holmby Hills, Los Angeles, Califórnia, EUA.

## Julho
- 1 de julho
  - 4 crianças morrem em acidente com van escolar, na Linha Vermelha, Zona Norte do Rio.[33]
- 3 de julho
  - 6 pessoas morrem em um incêndio num prédio residencial em Londres.[34]
- 4 de julho
  - 1 pessoa morre em choque de trenzinho na disney.[35]
- 15 de julho
  - Voo Caspian Airlines 7908 cai com 168 pessoas a bordo no Irã.[36]
- 16 de julho
  - Palco onde aconteceria o show de Madonna, cai e mata 2 operários em Marselha, na França.[37]
- 17 de julho
  - Explosões em hotel na Indonésia, deixa 9 pessoas mortas em atentado.[38]
- 19 de julho
  - Desabamento de prédio mata 4 pessoas em Capão da Canoa, no litoral do Rio Grande do Sul.[39]
- 21 de julho
  - Embarcação com 185 pessoas tomba no Rio Negro e mata 2 pessoas em Manaus.[40]
- 23 de julho
  - 4 pessoas morrem em queda de helicóptero em rodovia no estado de Maryland nos Estados Unidos.[41]
- 24 de julho
  - 6 pessoas morrem e outras 20 ficam feridas em descarrilamento de trem na Croácia.[42]
  - Bico de avião com 153 pessoas a bordo pega fogo e mata 17 pessoas no Irã.[43]

## Agosto
- 4 de agosto
  - Avião bate em torre de controle e mata uma pessoa na Tailândia.[44]